# حادثة إطلاق النار في مدرسة صنعاء
حادثة إطلاق النار في مدرسة صنعاء كانت حادثة إطلاق النار في مدرسة قتل فيها 6 أشخاص على يد محمد أحمد النظاري في صنعاء، اليمن في 30 مارس / آذار 1997. وأدين النظاري بجرائم القتل وحُكم عليه بالإعدام. تم إعدامه بعد أسبوع.

## خلفية
كان محمد أحمد النظاري يبلغ من العمر 48 عامًا من سكان صنعاء باليمن، وكان من قدامى المحاربين في الحرب السوفيتية الأفغانية، حيث قاتل مع المجاهدين ضد الاتحاد السوفيتي أثناء غزوه لأفغانستان. التحق أطفال النظاري الخمسة بمدرسة الطلائع الخاصة في حي الأصبحي بصنعاء، حيث زُعم أن إحدى بناته تعرضت للتحرش من قبل مدير المدرسة، على الرغم من عدم وجود دليل يؤكد ذلك.  وكان النظاري قد عمل في السابق كسائق حافلة في مدرسة الطلائع ومدرسة موسى بن نصير القريبة، لكن تم طرده لأسباب غير معروفة قبل إطلاق النار بوقت قصير.

## الحادثة
مسلحا ببندقية كلاشنيكوف تم الحصول عليها بشكل غير قانوني، انتظر النظاري في المدرسة للمديرة وقتلتها بإطلاق النار عليها في رأسها. بعد مقتل عامل كافيتيريا وإصابة سائق حافلة جاء للمساعدة، دخل النظاري مبنى المدرسة وسار منفصل إلى فصل، وأطلق النار بشكل عشوائي على المعلمين والطلاب. بعد ذلك، ذهب إلى مدرسة موسى بن نصير القريبة، حيث واصل إطلاق النار.

## القبض والإدانة
قتل النظاري ستة أشخاص وجرح 12 آخرين قبل أن يصاب في نهاية المطاف ويقبض عليه من قبل الشرطة.   بعد إعلان اعتقاله رسميًا، تم تقديم النظاري (الذي ورد اسمه أيضًا على أنه حسن علي البعداني أو محمد أحمد الناظري) للمحاكمة حيث أدين بارتكاب جرائم القتل الست، وحُكم عليه بالإعدام في اليوم التالي. قاتلت بناته في المحاكم للاستئناف ضد إعدام والدهن لكنهن خسرن.

### تنفيذ
في 5 أبريل / نيسان 1997، أُعدم رمياً بالرصاص بخمس رصاصات في صدره، في ساحة فارغة تقع بين المدرستين حيث ارتكب إطلاق النار.   بعد إعدامه، تم إلغاء الحكم الأولي بصلب جثته في مكان عام لمدة ثلاثة أيام.   
انتحرت الابنة التي يُزعم أنها اغتصبت من قبل مدير المدرسة بعد خمس سنوات، بينما توفي أطفال النظاري الأربعة الآخرون جميعًا في حادث قطار في عام 2006.

## الضحايا
- أسماء عبد الباري مديرة مدرسة طلائع
- محمد يحيى العلفي مدرس في مدرسة طلائع
- حسين علي قائد العداني
- علي محمد مقبل العوضي
- عماد محمد الريمي
- طالب غير معروف

## روابط خارجية
- مسلح يقتل ثمانية في مدرستين في اليمن نسخة محفوظة 23 يناير 2023 على موقع واي باك مشين.، سي إن إن (30 مارس 1997)
- اليمن - مسلح يواصل إطلاق النار في المدارس، وكالة أسوشيتيد برس (31 مارس 1997) (فيديو)
- اليمن - محاكمة مسلح، أسوشيتد برس (2 أبريل 1997) (فيديو)